# Bulzeștii de Jos, Hunedoara
Bulzeștii de Jos este un sat în comuna Bulzeștii de Sus din județul Hunedoara, Transilvania, România.

## Imagini

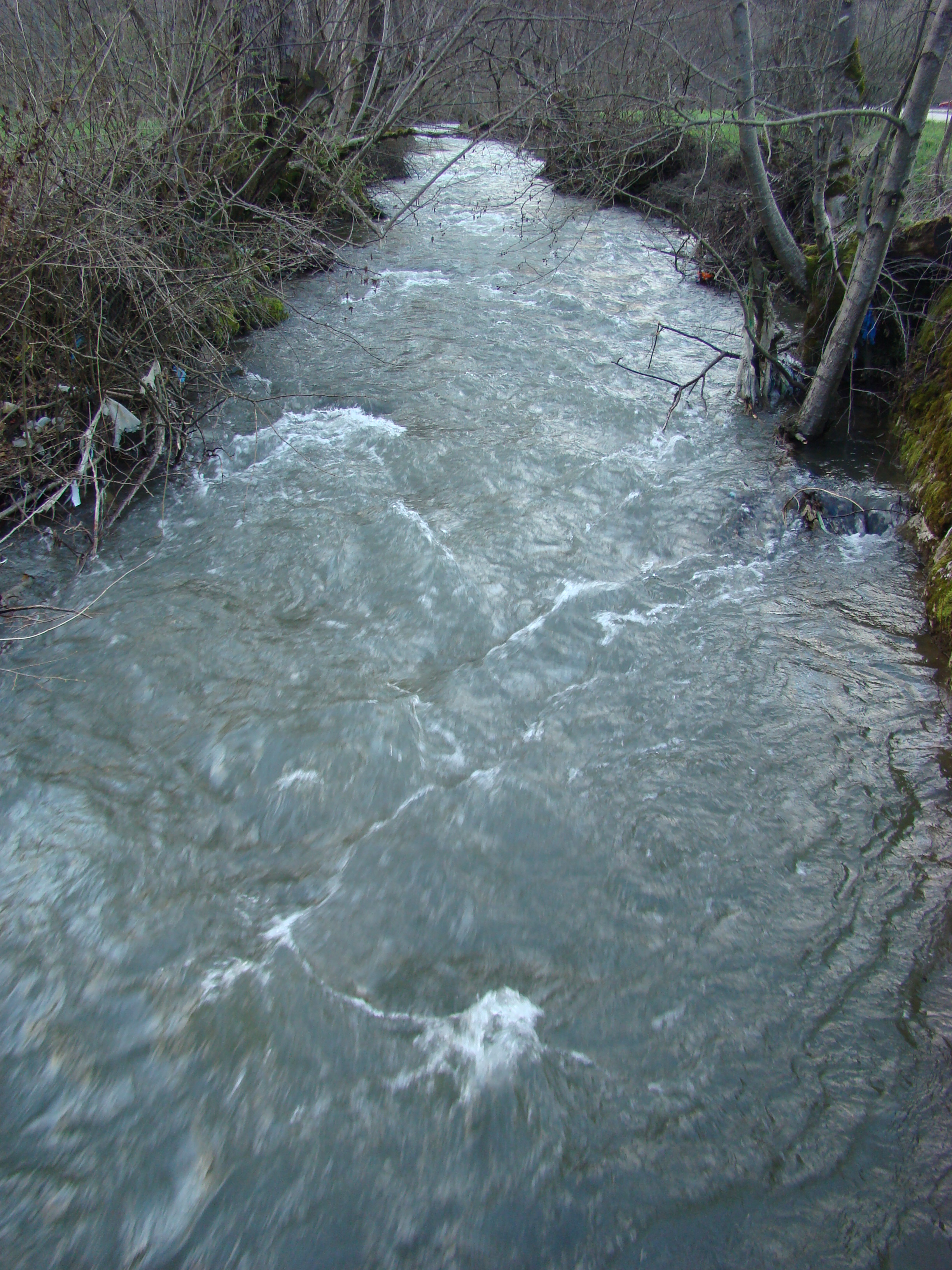
Valea Bulzeștilor
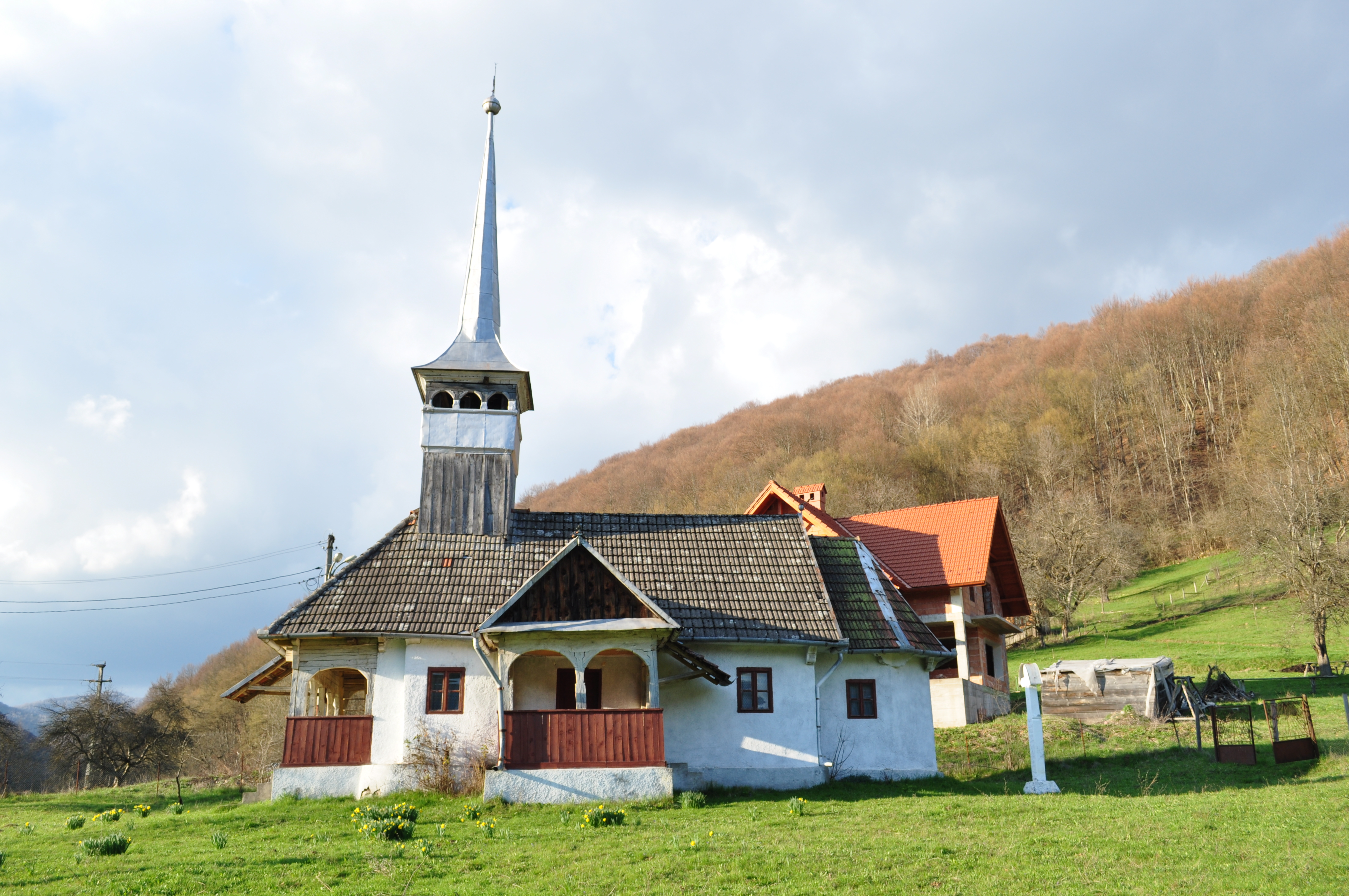
Biserica de lemn (monument istoric)
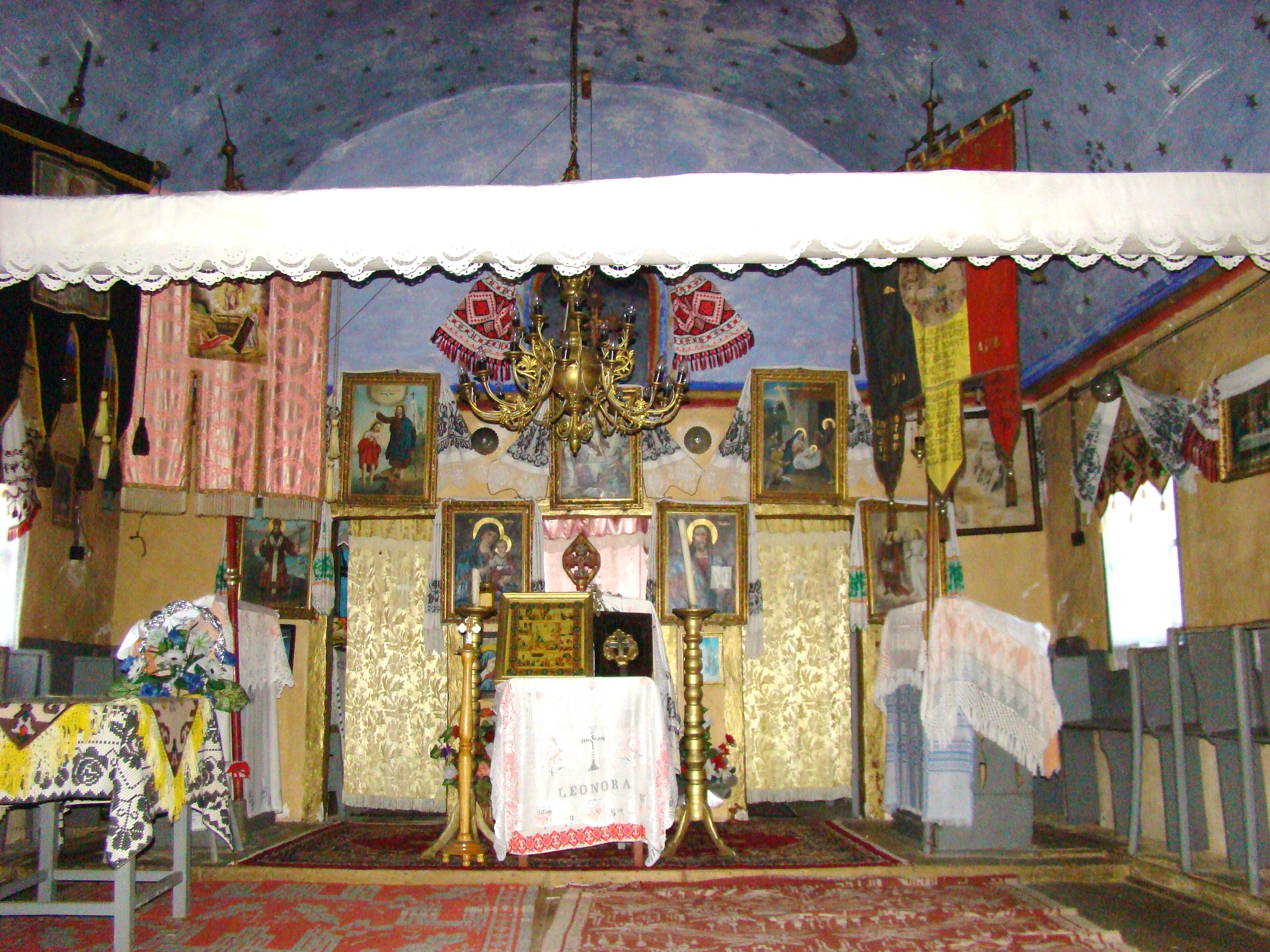
Biserica de lemn (interior)